# Battaglia di Kizaki
La battaglia di Kizaki (木崎原の戦い?, Kizaki baru no tatakai) avvenne nel 1572 quando le forze di Shimazu Yoshihiro sconfissero un'armata più grande inviata da Itō Yoshisuke.
Dopo la conquista di Obi da parte di Yoshisuke, gli Itô consolidarono la loro presa sulla parte meridionale dello Hyūga e, assieme ai samurai del clan Sagara, iniziarono ad avanzare nel territorio tradizionalmente governato dagli Shimazu. Yoshisuke desiderava espandersi nella provincia di Ōsumi supportato da vari clan nemici degli clan Shimazu. Gli Itō tentarono quindi un assedio notturno alla fortezza di Yoshihiro a Kakutô, ma l'assedio finì in fallimento; mentre si ritiravano, gli Shimazu li affrontarono in battaglia nella piana di Kizaki, al confine tra le due province. Gli eserciti presenti sul campo di Kizaki avevano una grande disparità di forza, in quanto gli Shimazu schierava solo 300 guerrieri, mentre gli Itō ne possedevano ben 3000.
Con un rapporto di 10: 1, gli Shimazu si trovarono in una posizione difensiva e furono in grado di ottenere la vittoria usando il loro famoso finto ritiro. Gli Itō scalarono il monte Shiratoriyama incalzando gli Shimazu che a loro volta caricarono giù dal monte accerchiando le forze nemiche. Messe in rotta, le forze Itō cercarono di ritirarsi, ma vennero intercettate dai samurai a cavallo guidati da Niiro Tadamoto e decimate. Molti importanti generali degli Itō persero la vita, compreso il loro comandante generale Itō Sukeyasu, segnando l'inizio della caduta del clan.
Gli Shimazu iniziarono così a espandersi nella provincia di Hyūga. Quattro anni dopo gli Shimazu avrebbero concluso la distruzione degli Itō quando assediarono Takabaru, costringendo Yoshisake a fuggire nelle terre del clan Ōtomo.